# مزرعه‌خلف
مزرعه‌خلف روستایی است که در استان اردبیل، شهرستان مشگین شهر، بخش مرکزی، دهستان مشگین غربی قرار دارد.

## جمعیت
بر اساس سرشماری سال ۱۳۸۵ جمعیت این روستا ۱۱۴۴ نفر با ۲۶۸ خانوار بوده‌است.